# Odontria macrothoracica
Odontria macrothoracica är en skalbaggsart som beskrevs av Given 1952. Odontria macrothoracica ingår i släktet Odontria och familjen Melolonthidae. Inga underarter finns listade i Catalogue of Life.